# Shin SD Sengokuden: Daishōgun Retsuden
Shin SD Sengokuden: Daishōgun Retsuden (新SD戦国伝 大将軍列伝) est un jeu vidéo de stratégie développé par Bandai, et édité par BEC en avril 1995 sur Super Nintendo. C'est une adaptation en jeu vidéo de la série basée sur l'anime Mobile Suit Gundam et notamment Super Deformed Gundam et sa « sous-franchise » Shin SD Sengokuden.